# Джо Гарріс (баскетболіст)
Джо Малкольм Гарріс (англ. Joe Malcolm Harris; нар. 6 вересня 1991, Шелан, Вашингтон, США) — американський професіональний баскетболіст, легкий форвард і атакувальний захисник команди НБА «Бруклін Нетс».

## Ігрова кар'єра

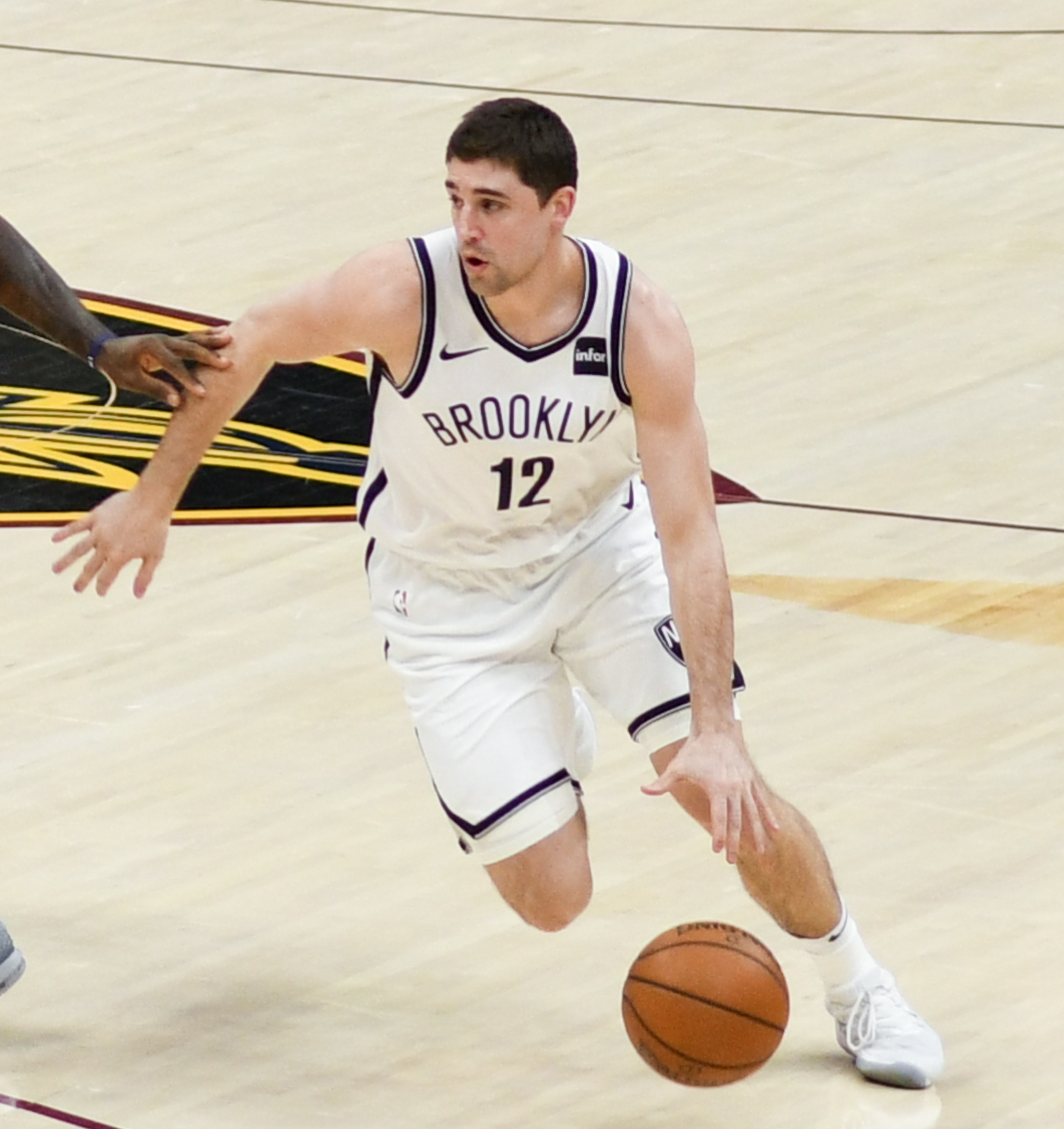
Гарріс у грі за «Бруклін», 2018

На університетському рівні грав за команду Вірджинія (2010–2014). 
2014 року був обраний у другому раунді драфту НБА під загальним 33-м номером командою «Клівленд Кавальєрс». Професійну кар'єру розпочав 2014 року виступами за тих же «Клівленд Кавальєрс», захищав кольори команди з Клівленда протягом наступних 2 сезонів. У своєму дебютному сезоні допоміг команді дійти до фіналу НБА, де вона поступилася «Голден-Стейт Ворріорс».
Протягом 2015 року виступав у складі фарм-клубу «Клівленда» — команди Ліги розвитку НБА «Кантон Чардж».
2016 року став гравцем «Бруклін Нетс». 25 березня 2018 року провів найрезультативніший матч у кар'єрі, набравши 30 очок у грі проти своєї колишньої команди, «Клівленд Кавальєрс».
16 лютого 2019 року виграв конкурс триочкових кидків під час зіркового вікенду.
27 жовтня 2021 року став рекордсменом клубу за влучними триочковими кидками, обійшовши за цим показником Джейсона Кідда. 14 листопада отримав травму коліна та вибув до кінця сезону.

## Статистика виступів
| * | Лідер ліги |

### Регулярний сезон
| Сезон             | Команда              | GP  | GS  | MPG  | FG%  | 3P%   | FT%  | RPG | APG | SPG | BPG | PPG  |
| ----------------- | -------------------- | --- | --- | ---- | ---- | ----- | ---- | --- | --- | --- | --- | ---- |
| 2014–15           | «Клівленд Кавальєрс» | 51  | 1   | 9.7  | .400 | .369  | .600 | .8  | .5  | .1  | .0  | 2.7  |
| 2015–16           | «Клівленд Кавальєрс» | 5   | 0   | 3.0  | .250 | .250  | .000 | .6  | .4  | .0  | .0  | .6   |
| 2016–17           | «Бруклін Нетс»       | 52  | 11  | 21.9 | .425 | .385  | .714 | 2.8 | 1.0 | .6  | .2  | 8.2  |
| 2017–18           | «Бруклін Нетс»       | 78  | 14  | 25.3 | .491 | .419  | .827 | 3.3 | 1.6 | .4  | .3  | 10.8 |
| 2018–19           | «Бруклін Нетс»       | 76  | 76  | 30.2 | .500 | .474* | .827 | 3.8 | 2.4 | .5  | .2  | 13.7 |
| 2019–20           | «Бруклін Нетс»       | 69  | 69  | 30.8 | .486 | .424  | .719 | 4.3 | 2.1 | .6  | .2  | 14.5 |
| 2020–21           | «Бруклін Нетс»       | 69  | 65  | 31.0 | .505 | .475* | .778 | 3.6 | 1.9 | .7  | .2  | 14.1 |
| 2021–22           | «Бруклін Нетс»       | 14  | 14  | 30.2 | .452 | .466  | .833 | 4.0 | 1.0 | .5  | .1  | 11.3 |
| Усього за кар'єру | Усього за кар'єру    | 414 | 250 | 25.6 | .483 | .439  | .780 | 3.2 | 1.6 | .5  | .2  | 11.1 |

### Плей-оф
| Сезон             | Команда              | GP | GS | MPG  | FG%  | 3P%  | FT%   | RPG  | APG | SPG | BPG | PPG  |
| ----------------- | -------------------- | -- | -- | ---- | ---- | ---- | ----- | ---- | --- | --- | --- | ---- |
| 2015              | «Клівленд Кавальєрс» | 6  | 0  | 2.7  | .333 | .333 | .750  | .2   | .2  | .0  | .0  | 1.3  |
| 2019              | «Бруклін Нетс»       | 5  | 5  | 29.8 | .372 | .190 | 1.000 | 4.2  | .6  | .6  | .0  | 8.8  |
| 2020              | «Бруклін Нетс»       | 2  | 2  | 36.0 | .522 | .583 | .500  | 10.0 | 1.0 | .5  | .0  | 16.5 |
| 2021              | «Бруклін Нетс»       | 12 | 12 | 36.2 | .398 | .402 | .750  | 3.6  | 1.6 | .3  | .2  | 11.2 |
| Усього за кар'єру | Усього за кар'єру    | 25 | 19 | 26.8 | .405 | .381 | .800  | 3.4  | 1.0 | .3  | .1  | 8.8  |